# Lotta libera ai Giochi della XVIII Olimpiade - Pesi piuma
La competizione della categoria pesi piuma (fino a 63 kg) di lotta libera dei Giochi della XVIII Olimpiade si è svolta dall'11 al 14 ottobre 1964 alla Arena Nippon Budokan a Tokyo.

## Formato
Ad ogni incontro venivano assegnate le seguenti penalità:
- 0 = Al vincitore per schienata
- 1 = Al vincitore ai punti
- 2 = In caso di pareggio
- 3 = Allo sconfitto ai punti
- 4 = Allo sconfitto per schienata

Con sei penalità o più il lottatore veniva eliminato.

## Risultati
| Legenda                                  | Legenda |
| ---------------------------------------- | ------- |
| Lottatore con 6 penalità o più Eliminato |         |

### 1º Turno
Si è disputato il 11 ottobre
| Vincitore          | Pen. | Risultato  | Sconfitto              | Pen. |
| ------------------ | ---- | ---------- | ---------------------- | ---- |
| Osamu Watanabe     | 0    | Schienata  | Baldangiin Sanjaa      | 4    |
| Raúl Romero        | 1    | Ai Punti   | John Alan Smith        | 3    |
| Reiner Schilling   | 1    | Ai Punti   | Antonio Senosa         | 3    |
| Yun Daek           | 1    | Ai Punti   | Geoffrey Raymond Brown | 3    |
| Mario Tovar        | 0    | Schienata  | Roy Meehan             | 4    |
| Matti Jutila       | 0    | Schienata  | Ibrahim Seifpour       | 4    |
| Bandu Patil        | 2    | = Parità = | Tauno Jaskari          | 2    |
| Bobby Douglas      | 1    | Ai Punti   | Hayrullah Şahinkaya    | 3    |
| Nodar Khokhashvili | 1    | Ai Punti   | Muhammad Akhtar        | 3    |
| Stancho Ivanov     | 0    | Schienata  | Bert Aspen             | 4    |
| Mohammad Ebrahimi  | 0    | Esentato   |                        |      |

### 2º Turno
Si è disputato il 12 ottobre
| Vincitore          | Pen. | Risultato | Sconfitto              | Pen. |
| ------------------ | ---- | --------- | ---------------------- | ---- |
| Mohammad Ebrahimi  | 0    | Schienata | Raúl Romero            | 5    |
| Osamu Watanabe     | 0    | Schienata | John Alan Smith        | 7    |
| Baldangiin Sanjaa  | 4    | Schienata | Antonio Senosa         | 7    |
| Reiner Schilling   | 2    | Ai Punti  | Yun Daek               | 4    |
| Mario Tovar        | 1    | Ai Punti  | Geoffrey Raymond Brown | 6    |
| Ibrahim Seifpour   | 4    | Schienata | Roy Meehan             | 8    |
| Tauno Jaskari      | 3    | Ai Punti  | Matti Jutila           | 3    |
| Bobby Douglas      | 1    | Schienata | Bandu Patil            | 6    |
| Nodar Khokhashvili | 2    | Ai Punti  | Hayrullah Şahinkaya    | 6    |
| Stancho Ivanov     | 1    | Ai Punti  | Muhammad Akhtar        | 6    |
| Bert Aspen         | 4    | Esentato  |                        |      |

### 3º Turno
Si è disputato il 13 ottobre
| Vincitore          | Pen. | Risultato | Sconfitto         | Pen. |
| ------------------ | ---- | --------- | ----------------- | ---- |
| Mohammad Ebrahimi  | 1    | Ai Punti  | Bert Aspen        | 7    |
| Osamu Watanabe     | 0    | Schienata | Raúl Romero       | 9    |
| Reiner Schilling   | 3    | Ai Punti  | Mario Tovar       | 4    |
| Ibrahim Seifpour   | 4    | Schienata | Yun Daek          | 8    |
| Bobby Douglas      | 2    | Ai Punti  | Matti Jutila      | 6    |
| Nodar Khokhashvili | 3    | Ai Punti  | Tauno Jaskari     | 6    |
| Stancho Ivanov     | 1    | Esentato  |                   |      |
|                    |      | Ritirato  | Baldangiin Sanjaa | -    |

### 4º Turno
Si è disputato il 14 ottobre
| Vincitore          | Pen. | Risultato | Sconfitto         | Pen. |
| ------------------ | ---- | --------- | ----------------- | ---- |
| Stancho Ivanov     | 2    | Ai Punti  | Mohammad Ebrahimi | 4    |
| Osamu Watanabe     | 1    | Ai Punti  | Reiner Schilling  | 6    |
| Ibrahim Seifpour   | 5    | Ai Punti  | Mario Tovar       | 7    |
| Nodar Khokhashvili | 4    | Ai Punti  | Bobby Douglas     | 5    |

### 5º Turno
Si è disputato il 14 ottobre
| Vincitore          | Pen. | Risultato | Sconfitto         | Pen. |
| ------------------ | ---- | --------- | ----------------- | ---- |
| Osamu Watanabe     | 2    | Ai Punti  | Stancho Ivanov    | 5    |
| Bobby Douglas      | 6    | Ai Punti  | Mohammad Ebrahimi | 7    |
| Nodar Khokhashvili | 5    | Ai Punti  | Ibrahim Seifpour  | 8    |

### Turno finale
| Vincitore      | Pen. | Risultato  | Sconfitto          | Pen. |
| -------------- | ---- | ---------- | ------------------ | ---- |
| Stancho Ivanov |      | = Parità = | Nodar Khokhashvili |      |
| Osamu Watanabe |      | Ai Punti   | Nodar Khokhashvili |      |

## Classifica finale
| Pos.    | Atleta                 | Nazione                 |
| ------- | ---------------------- | ----------------------- |
| Oro     | Osamu Watanabe         | Giappone                |
| Argento | Stancho Ivanov         | Bulgaria                |
| Bronzo  | Nodar Khokhashvili     | Unione Sovietica        |
| 4       | Bobby Douglas          | Stati Uniti             |
| 5       | Mohammad Ebrahimi      | Afghanistan             |
| 6       | Ibrahim Seifpour       | Iran                    |
| 7       | Reiner Schilling       | Germania                |
| 8       | Mario Tovar            | Messico                 |
| 9       | Matti Jutila           | Canada                  |
| 9       | Tauno Jaskari          | Finlandia               |
| 11      | Bert Aspen             | Gran Bretagna           |
| 12      | Yun Daek               | Corea del Sud           |
| 13      | Raúl Romero            | Argentina               |
| 14      | Baldangiin Sanjaa      | Mongolia                |
| 15      | Geoffrey Raymond Brown | Australia               |
| 15      | Bandu Patil            | India                   |
| 15      | Muhammad Akhtar        | Pakistan                |
| 15      | Hayrullah Şahinkaya    | Turchia                 |
| 19      | John Alan Smith        | Rhodesia Settentrionale |
| 19      | Antonio Senosa         | Filippine               |
| 21      | Roy Meehan             | Nuova Zelanda           |